# (6516) Gruss
(6516) Gruss – planetoida z pasa głównego asteroid okrążająca Słońce w ciągu 3 lat i 219 dni w średniej odległości 2,34 j.a. Została odkryta 3 października 1988 roku w Obserwatorium Kleť, w pobliżu Czeskich Budziejowic przez Antonína Mrkosa. Nazwa planetoidy pochodzi od Gustava Grussa (1854–1922), czeskiego astronoma. Przed jej nadaniem planetoida nosiła oznaczenie tymczasowe (6516) 1988 TC2.